# Parti socialiste ouvrier hongrois
 (novembre 2018).
Si vous disposez d'ouvrages ou d'articles de référence ou si vous connaissez des sites web de qualité traitant du thème abordé ici, merci de compléter l'article en donnant les références utiles à sa vérifiabilité et en les liant à la section « Notes et références ».
Ne doit pas être confondu avec Parti des communistes de Hongrie, Parti communiste hongrois, Parti ouvrier hongrois ou Parti hongrois des travailleurs.
Le Parti socialiste ouvrier hongrois (hongrois : Magyar Szocialista Munkáspárt, prononcé [ˈmɒɟɒɾ ˈsotsiɒliʃtɒ ˈmunkaːʃpaːɾt],  MSzMP)  est le parti communiste qui gouverna en tant que parti unique de la République populaire de Hongrie de 1956 à 1989, durant la Guerre froide.
En 1948, le Parti communiste hongrois fusionne avec le parti agrarien, puis le parti social-démocrate : en juin 1948 est fondé le Parti hongrois des travailleurs, qui prend progressivement le pouvoir au sein de la République de Hongrie. La République populaire de Hongrie est proclamée en 1949. Mátyás Rákosi, secrétaire général du parti, devient le maître de la Hongrie.
Comme tous les autres partis du bloc de l’Est, le MSZMP a été organisé sur la base du centralisme démocratique, un principe conçu par Vladimir Lénine qui implique une discussion démocratique et ouverte des problèmes au sein du parti, suivie de l’exigence d’une unité totale dans le maintien des politiques convenues. L’organe suprême au sein du MSZMP était le Congrès du parti, qui se réunissait tous les cinq ans. Lorsque le Congrès n’était pas en session, le Comité central du MSZMP était l’organe suprême. Comme le Comité central se réunissait deux fois par an, la plupart des tâches et responsabilités quotidiennes étaient confiées au Politburo. Le chef du parti était le président de facto du Politburo et un chef de facto de l’exécutif hongrois. À divers moments, il a été premier ministre en plus d’être chef du parti.
En 1956, l'insurrection de Budapest réduit presque à néant l'appareil du parti, qui est reconstitué par János Kádár sous le nom de Parti socialiste ouvrier hongrois. Kádár demeure le chef du parti jusqu'en mai 1988 : la maladie l'amène finalement à céder le pouvoir à Károly Grósz, lui-même bientôt contesté par la tendance réformatrice menée par Imre Pozsgay, qui prend progressivement le contrôle du parti.

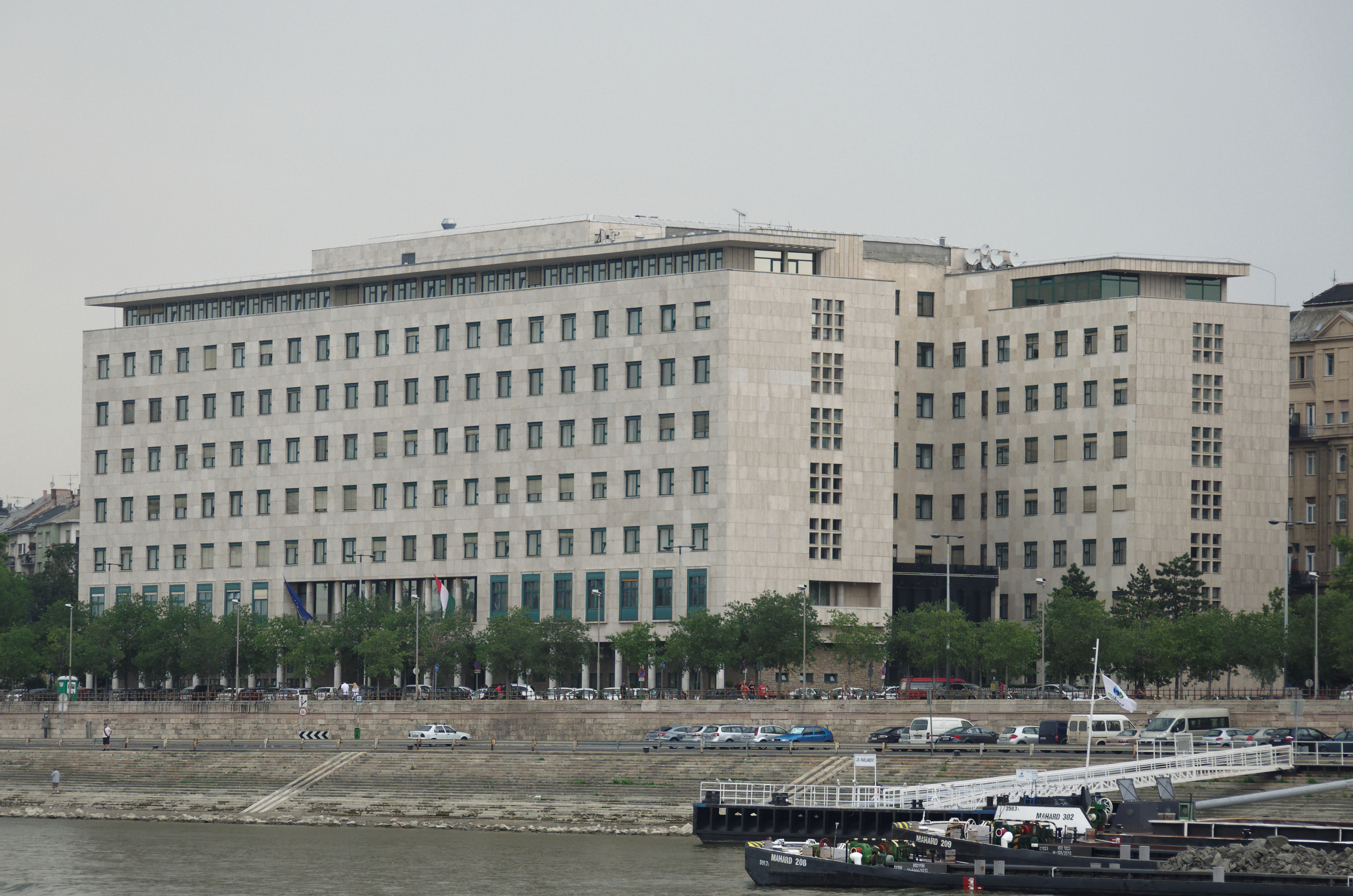
Ancien siège de l'ÁVH puis du MSzMP, aujourd'hui Képviselői Irodaház, place Jászai Mari, Budapest

Dès 1988, le parti accepte l'idée du multipartisme avec l'adoption d'une loi abrogeant son rôle dirigeant par le parlement le 18 octobre 1988, un an avant la chute du Mur de Berlin. 
Le 7 octobre 1989, le MSzMP se dissout et éclate en deux formations distinctes, le Parti socialiste hongrois (MSzP), qui abandonne toute référence au communisme et le Parti ouvrier hongrois, ces deux formations obtenant respectivement 10,4 % et 4 % des voix aux premières élections libres de 1990.
L'organisation de jeunesse du MSzMP était la Fédération hongroise de la jeunesse communiste (Magyar Kommunista Ifjúsági Szövetség, KISz).